# Gościńce wielkopolskie

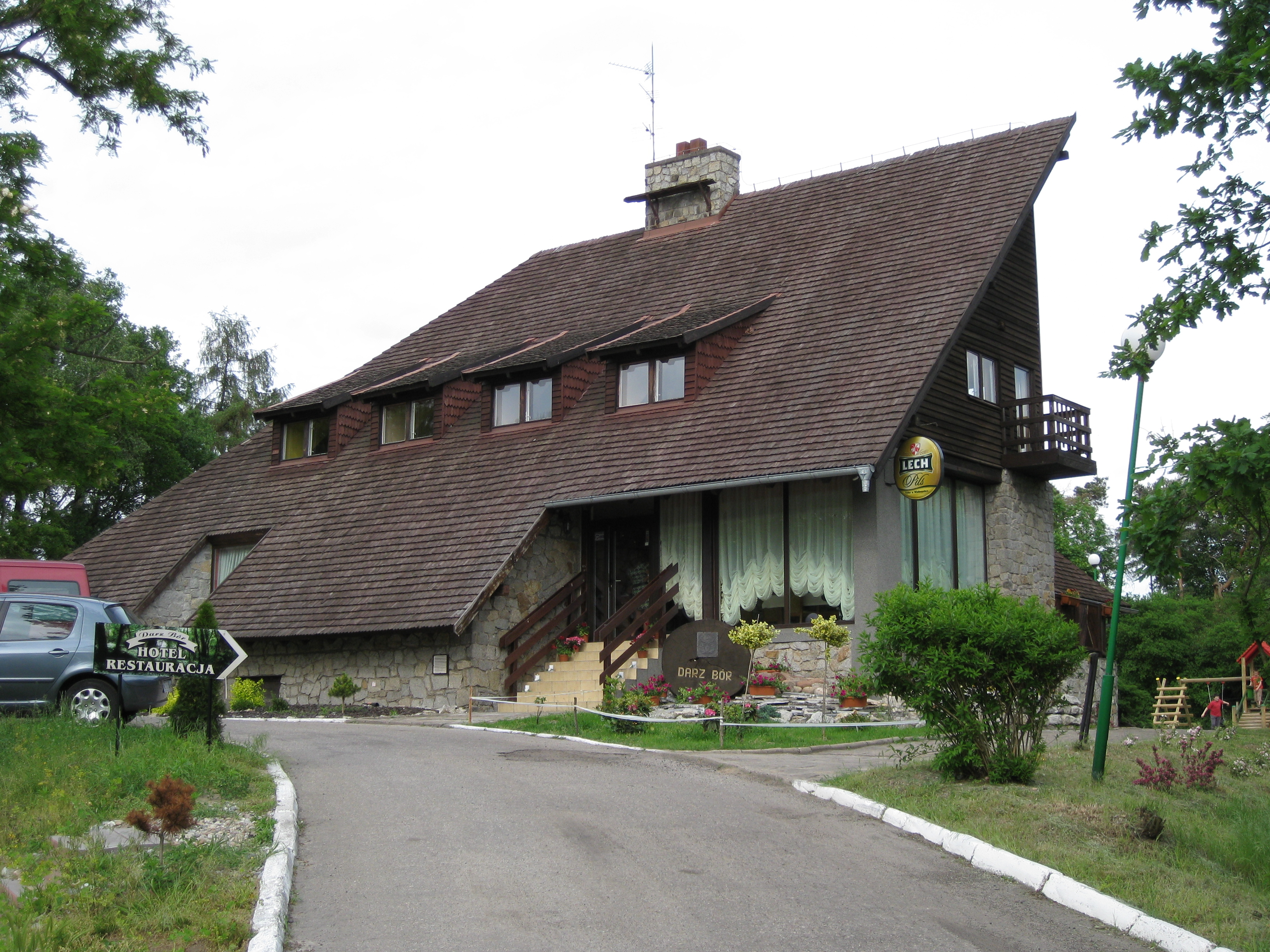
Gościniec "Darz Bór" w Bugaju koło Miłosławia

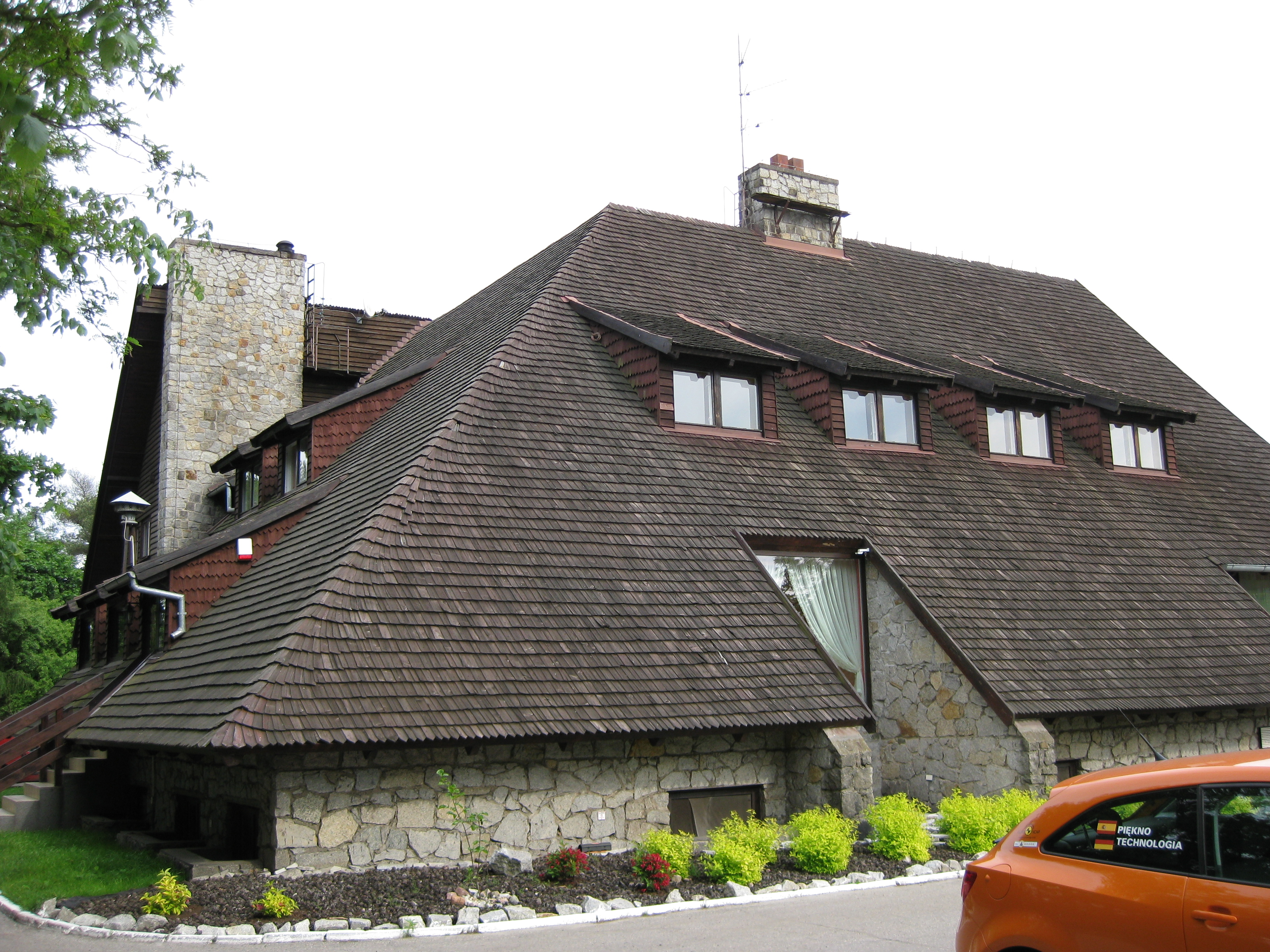
Gościniec "Darz Bór" w Bugaju koło Miłosławia

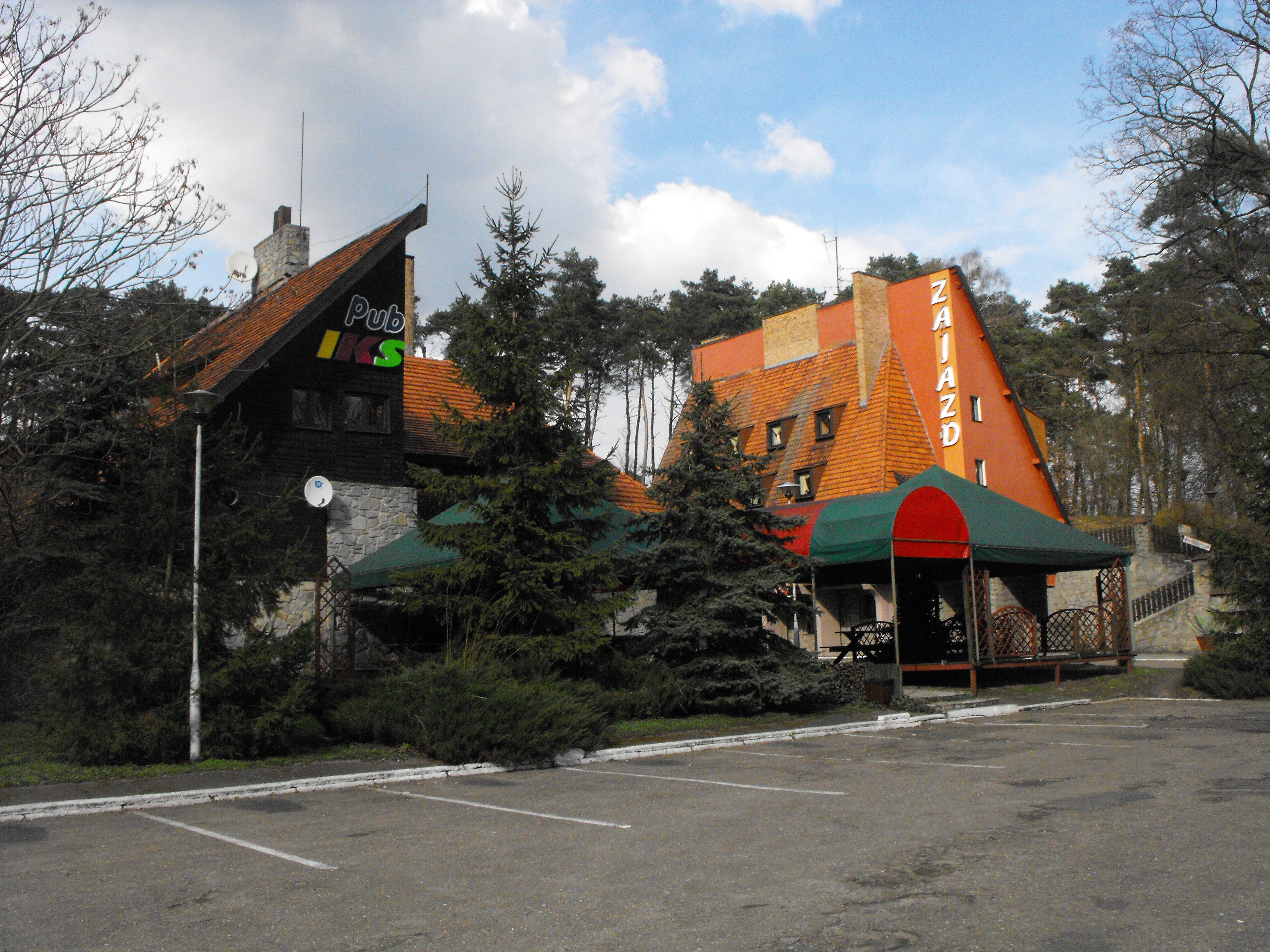
Zajazd "Hajduczek" w Chełmnie koło Pniew

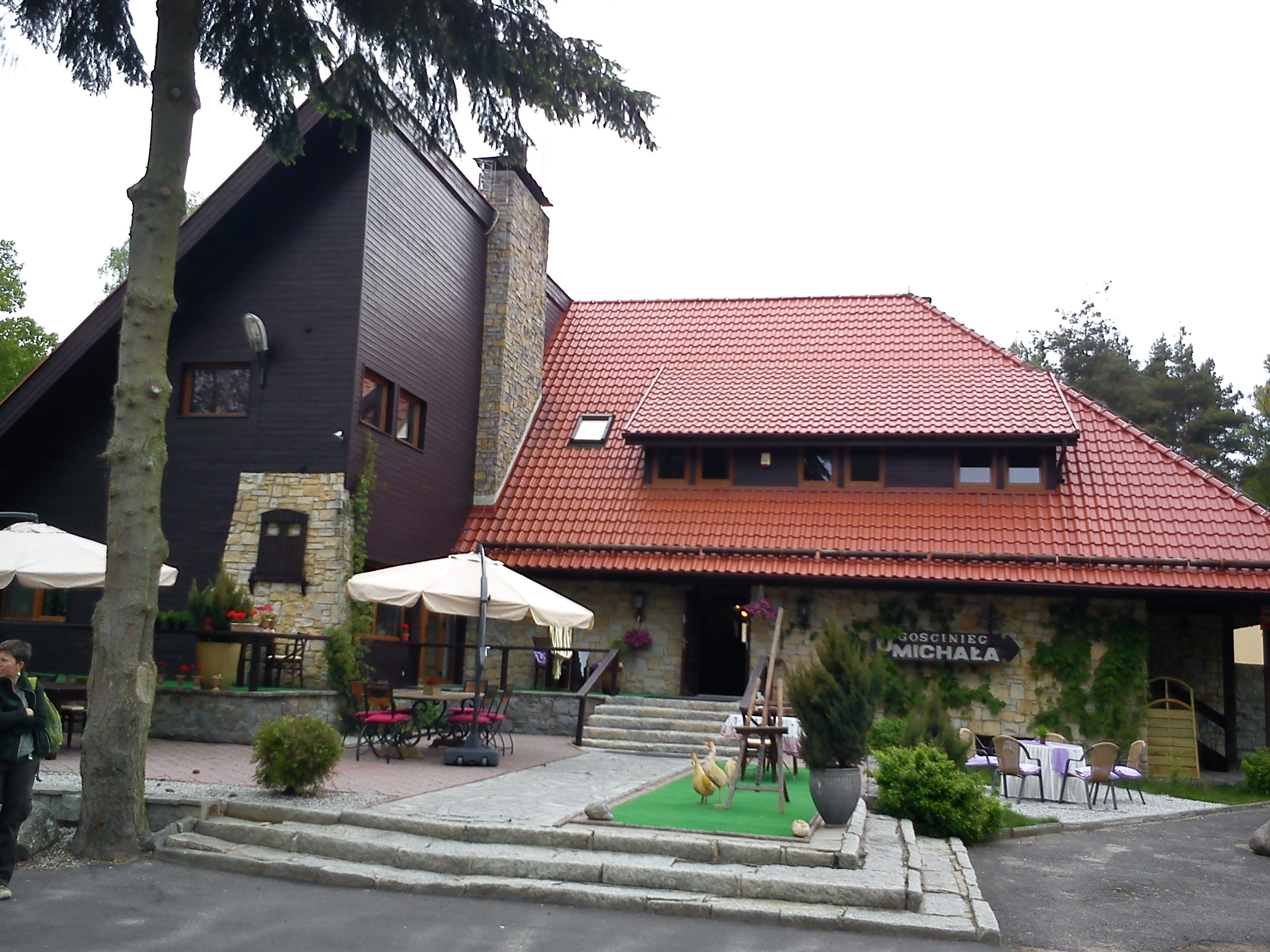
Zajazd "U Michała" w Drzymałowie

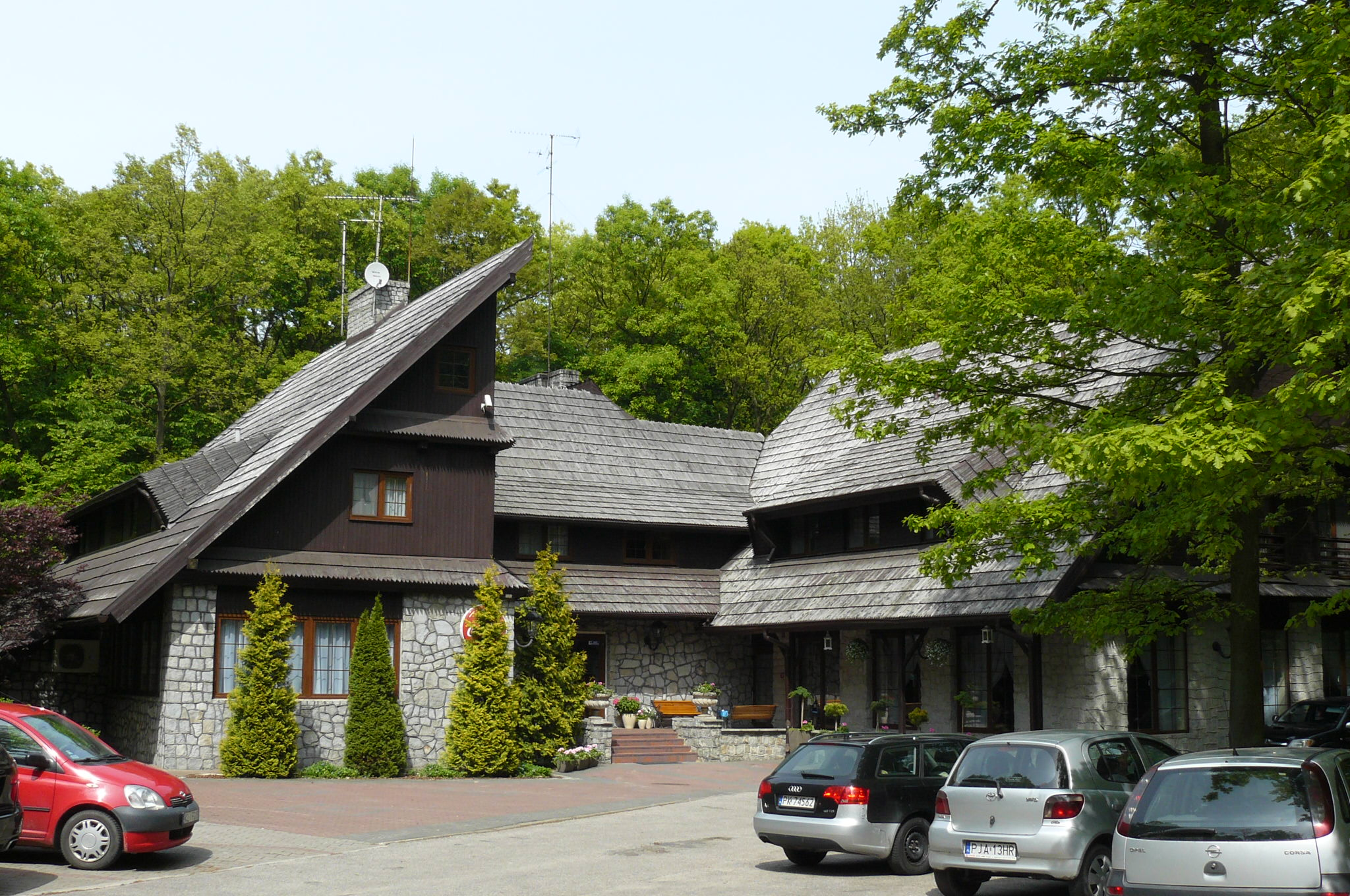
Zajazd "Walcerek" w Jarocinie

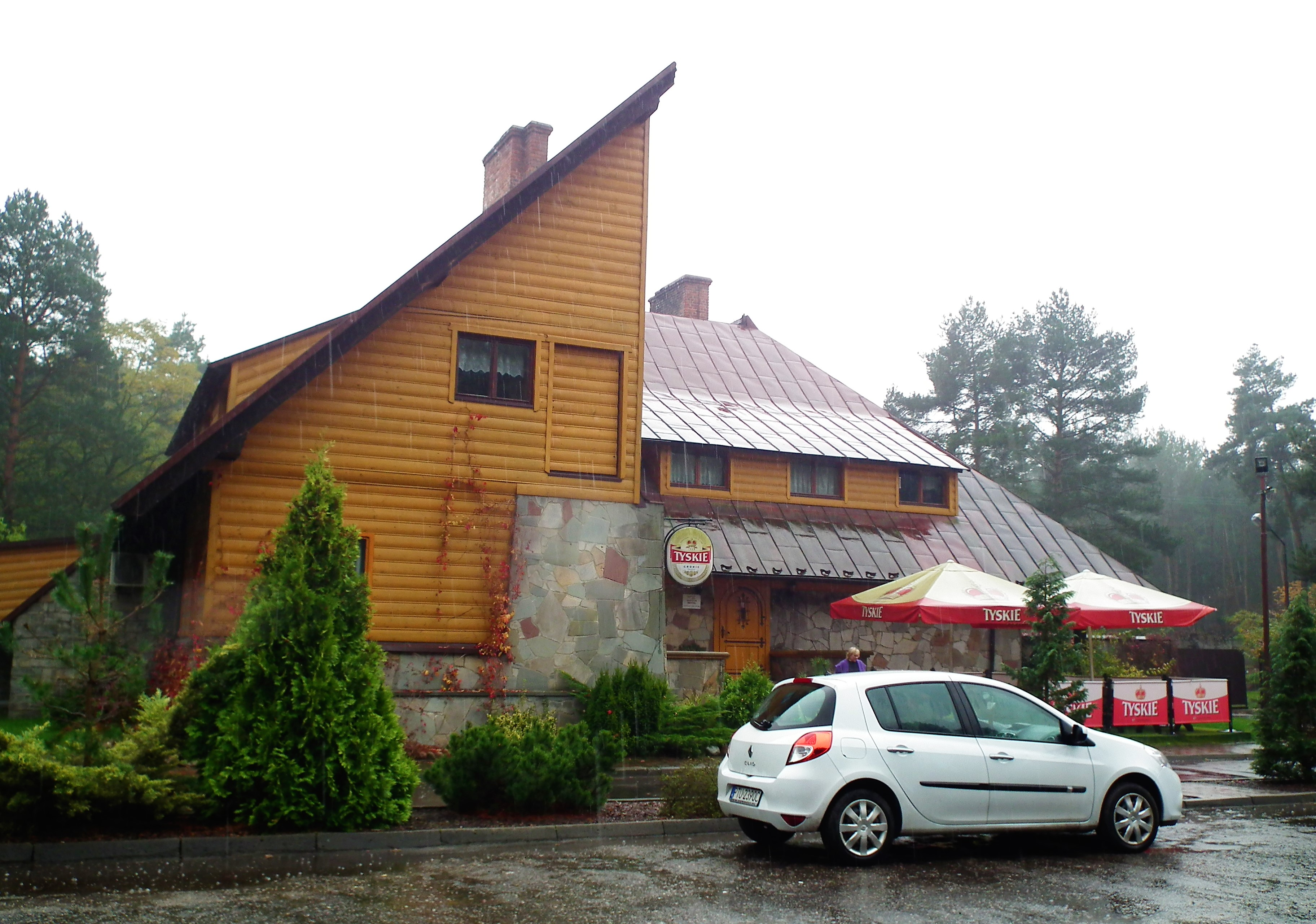
Zajazd "Zapiecek" w Rzymsku

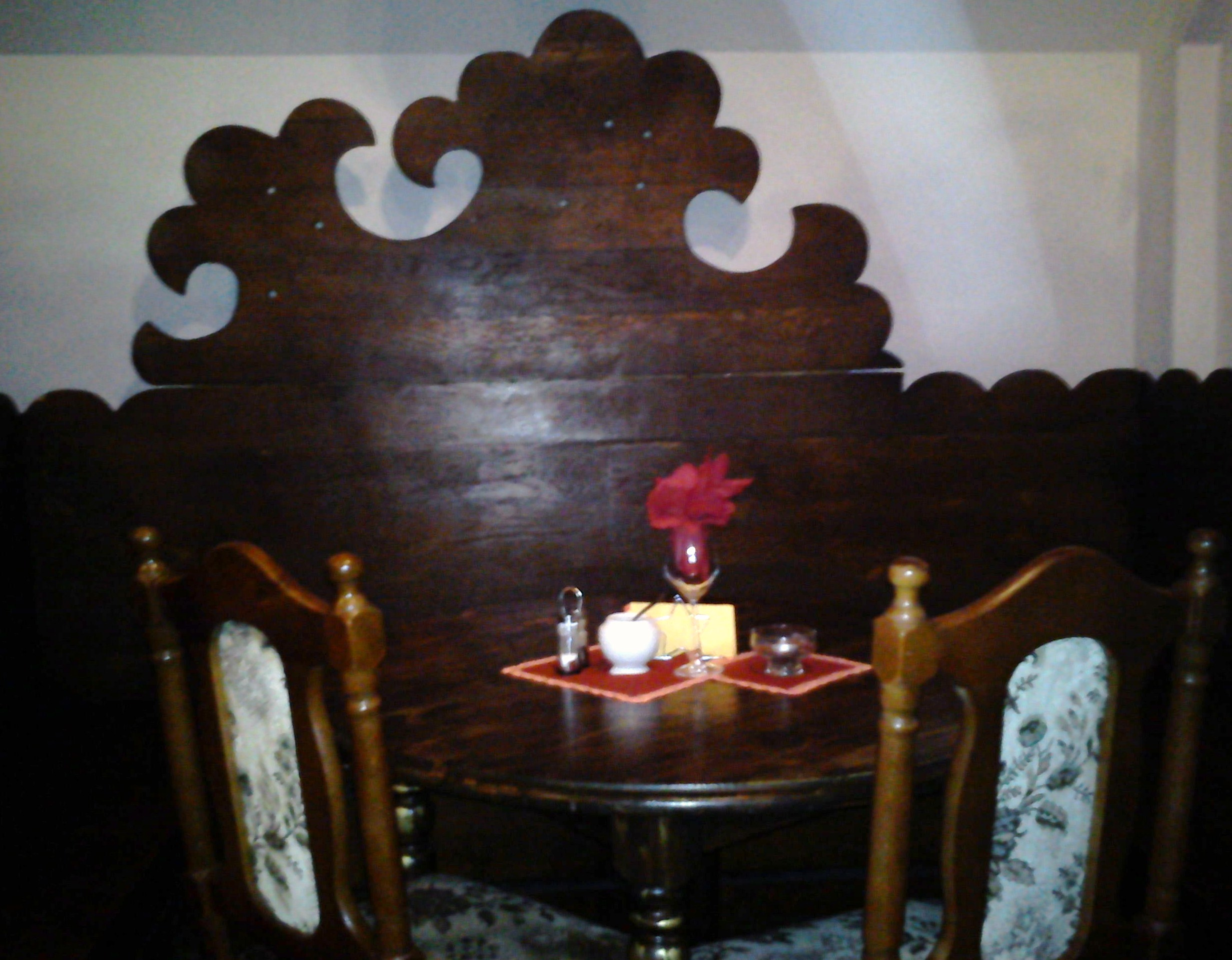
Zajazd "Dobrawa" w Tucznie – oryginalne wyposażenie restauracji

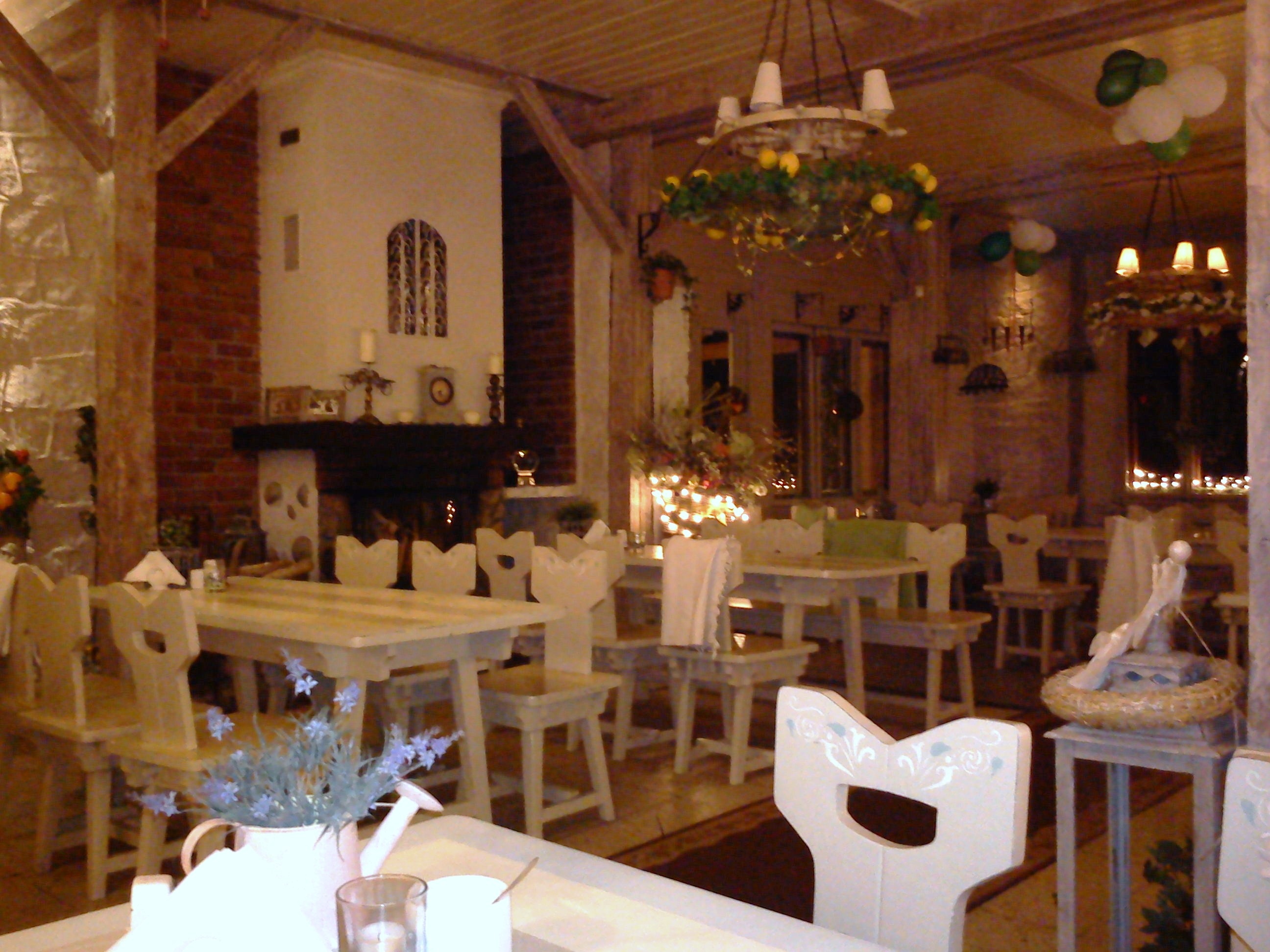
Zajazd "Rzepicha" w Promnie-Stacji – zmodernizowane wyposażenie restauracji

Gościńce wielkopolskie – sieć gościńców (zajazdów) w Wielkopolsce – budynków przeznaczonych dla podróżnych, oferujących wyżywienie oraz noclegi, stawianych przy głównych traktach, często na rozstajach dróg.
Sieć stworzona została na początku lat 70. XX wieku. Obiekty były realizowane według projektu typowego Jana Kopydłowskiego i Jerzego Buszkiewicza. Budowane były z kamienia, cegły i drewna, dachy często były kryte strzechą bądź gontem. Stylistycznie nawiązywały do dawnych zajazdów. Obiektom nadawano nazwy nawiązujące często do języka doby staropolskiej. Powstanie sieci gościńców znacznie powiększyło ówczesną infrastrukturę turystyczną regionu.
W sumie wybudowano 37 gościńców. Większość z nich w niezmienionym kształcie istnieje do chwili obecnej (2014).

## Przy drodze krajowej nr 5
- "Drogorad" w Mielnie, przy dawnej drodze krajowej nr 5, w sąsiedztwie węzła Mieleszyn drogi ekspresowej S5, przy granicy z województwem kujawsko-pomorskim[1], czynny[2].
- "Rzepicha" w Promnie-Stacji koło Pobiedzisk, przy dawnej drodze krajowej nr 5 (obecnie przy drodze wojewódzkiej nr 194), na Szlaku Piastowskim, nazwa gościńca nawiązuje do Rzepichy – żona Piasta, protoplasty dynastii Piastów, , wybudowany w 1974 r., działał do końca października 2024, wyburzony na przełomie 2024/2025[3].
- "U Dudziarza" w Kościanie, przy dawnej drodze krajowej nr 5, nazwa gościńca nawiązuje do dudziarza – artysty-muzyka grającego na dudach,
- "Gawra" w Izbicach koło Rawicza, przy dawnej drodze krajowej nr 5 (obecnie przy drodze wojewódzkiej nr 309), nazwa gościńca nawiązuje do gawry – zimowego legowiska niedźwiedzia, który jest w herbie Rawicza, obecnie gościniec w ruinie[4].

## Przy drodze krajowej nr 8
- "Za Miedzą" w Chojęcinie koło Kępna, przy dawnej drodze krajowej nr 8 , obecnie przy drodze wojewódzkiej nr 482, czynny[5].

## Przy drodze krajowej nr 10
- "Cieszymir" w Rudzie koło Wyrzyska, przy drodze krajowej nr 10, nazwa gościńca nawiązuje do imienia jednego z legendarnych wojów drużyny Mieszka I,
- "Rębajło" w Pile, przy obwodnicy miasta w ciągu dróg krajowych nr 10 i 11, nazwa gościńca nawiązuje do określenia mężczyzny dobrze i chętnie bijącego się na szable, , obecnie funkcjonuje pod nazwą "Stolarnia"[6],
- "Tarcza" w Pile, przy obwodnicy miasta w ciągu dróg krajowych nr 10 i 11, nazwa gościńca nawiązuje do pobliskiej strzelnicy.
- "Wszembór" w Łowiczu Wałeckim koło Mirosławca, obecnie na terenie województwa zachodniopomorskiego, funkcjonujący pod nazwą "Park Inn Resort"

## Przy drodze krajowej nr 11
- "Mściwój" w Dobrzycy koło Piły, pierwotna nazwa gościńca nawiązywała do starosłowiańskiego imienia Mściwoj, późniejsza nazwa gościńca "Celmar" została nadana przez prywatnych właścicieli po sprywatyzowaniu, , obecnie po gruntownej przebudowie obiekt funkcjonuje jako restauracja "Nad Rozlewiskiem" ,
- "Pod Fartuszkiem" w Rudzie koło Rogoźna, przy drodze krajowej nr 11 i drodze wojewódzkiej nr 241, w 2021 roku wystawiony na sprzedaż[7], obecnie nieczynny.
- "Tośtoki" w Koszutach koło Środy Wielkopolskiej, przy drodze krajowej nr 11, nazwa gościńca nawiązuje do miana, którym określano mieszkańców wsi położonych w okolicach Nowego Miasta nad Wartą, na trudno dostępnych, bagnistych, rozlewiskach rzeki, obecnie nieczynny, po pożarze),
- "Walcerek" w Jarocinie, przy drodze krajowej nr 11 i 15,
- "Podjadek" w Górznie koło Ostrowa Wielkopolskiego, przy drodze krajowej nr 11,
- "Wyrwidąb" w Oleśnicy koło Chodzieży, przy drodze krajowej nr 11, nazwa gościńca nawiązuje do Wyrwidęba, brata Waligóry – legendarnych dwóch braci bliźniaków o niezwykle wielkiej sile

## Przy drodze krajowej nr 12
- "Dobrodziej" w Krzemieniewie, przy drodze krajowej nr 12,
- "U Huberta" w Brzeziu koło Pleszewa, przy drodze krajowej nr 12, nazwa gościńca nawiązuje do Świętego Huberta (Hubertusa) – świętego Kościoła katolickiego, patrona myśliwych i leśników,
- "Czarnuszka" w Opatówku koło Kalisza, przy drodze krajowej nr 12

## Przy drodze krajowej nr 15
- "Darz Bór" w Bugaju koło Miłosławia, w pobliżu drogi krajowej nr 15 i drogi wojewódzkiej nr 441, zlokalizowany jest przy zamku myśliwskim z XIX wieku, nazwa gościńca nawiązuje do tradycyjnego powitania leśników i myśliwych Darz bór,
- "U Maćka" w Koźminie Wielkopolskim, przy drodze krajowej nr 15,
- "Walcerek" w Jarocinie, przy drodze krajowej nr 11 i 15,

## Przy drodze krajowej nr 24
- "Ostęp" w Gorzyniu koło Międzychodu, przy drodze krajowej nr 24

## Przy drodze krajowej nr 32
- "U Michała" w Drzymałowie koło Rakoniewic, przy drodze krajowej nr 32, nazwa gościńca nawiązuje do Michała Drzymały – polskiego chłopa z Poznańskiego, który w latach 1904–1909 wykorzystując wóz prowadził spór z administracją Królestwa Prus o pozwolenie na budowę domu, obecnie (2025) nieczynny.

## Przy drodze krajowej nr 83
- "Zapiecek" w Rzymsku, przy drodze krajowej nr 83

## Przy drodze krajowej nr 92
- "Otwarte Wrota" w Sępólnie, przy drodze krajowej nr 92, , obecnie nieczynny,
- "Hajduczek" w Chełmnie koło Pniew, przy drodze krajowej nr 92, nazwa gościńca nawiązuje do Hajduczka – Basi Wołodyjowskiej, jednej z kluczowych postaci w powieści Henryka Sienkiewicza Pan Wołodyjowski,
- "Lizawka" w Poznaniu (Antoninek), w pobliżu drogi krajowej nr 92, nazwa gościńca nawiązuje do lizawki – znajdującego się w bliskim sąsiedztwie paśnika słupka ze solą, czynny[8].
- "Podbipięta" w Iwnie koło Kostrzyna, przy drodze krajowej nr 92 i drodze wojewódzkiej nr 434, nazwa gościńca nawiązywała do Longinusa Podbipięty herbu Zerwikaptur, bohatera powieści Henryka Sienkiewicza Ogniem i mieczem (po zbudowaniu wizytowany przez Edwarda Gierka, ówczesnego I sekretarza PZPR[9]; w czerwcu i lipcu 2016 obiekt został rozebrany),
- "U Kmiecia" w Wilcznie koło Słupcy, przy drodze krajowej nr 92, nazwa gościńca nawiązuje do kmiecia – dostojnika książęcego, królewskiego lub bogatego mieszkańca wsi, obecnie (2025) opuszczony.
- "Stary Koń" w Brzeźnie koło Konina, przy drodze krajowej nr 92, obiekt nieczynny,
- "Zerwikaptur" w Dąbrowicach Starych, koło Kościelca przy drodze krajowej nr 92, nazwa gościńca nawiązuje do zerwikaptura – fikcyjnego miecza krzyżackiego, którym walczył Longinus Podbipięta, jeden z bohaterów powieści Henryka Sienkiewicza Ogniem i mieczem, obecnie obiekt nieczynny.

## Przy drogach wojewódzkich
- "Czcibór" w Iłowcu koło Wałcza, przy drodze wojewódzkiej nr 163, na terenie obecnego województwa zachodniopomorskiego, obecnie obiekt funkcjonuje jako NZOZ PTZN Ośrodek Rehabilitacyjno-Readaptacyjny dla Młodzieży "Czcibór" i pełni funkcję domu opieki dla młodzieży leczącej się z uzależnień[10],
- "Dobrawa" w Tucznie, przy drodze wojewódzkiej nr 177, nazwa gościńca nawiązuje do Dobrawy – księżniczki czeskiej, żony Mieszka I, obecnie nieczynny.
- "Łapigrosz" w Sarczu koło Trzcianki, przy drodze wojewódzkiej nr 178, obecnie (2025) nieczynny,
- "Tarlisko" w Kobylcu koło Wągrowca, przy drodze wojewódzkiej nr 190, nazwa gościńca nawiązuje do tarliska – miejsce naturalnego tarła ryb, obecnie po zmianie właściciela obiekt funkcjonuje pod nazwą "Mięta"  i oferuje noclegi oraz organizację imprez okolicznościowych.
- "Śmieszek" w Śmieszkowie koło Czarnkowa, przy drodze wojewódzkiej nr 178 , w 2022 roku obiekt został rozebrany, a na jego miejscu został wybudowany supermarket[potrzebny przypis].
- "Marzymięta" w Czmońcu koło Kórnika, przy drodze wojewódzkiej nr 434, nazwa gościńca nawiązuje do marzymięty – rodzaju roślin należących do rodziny jasnotowatych, , czynny.
- "Pod Wiwatem" w Krajewicach koło Gostynia, przy drodze wojewódzkiej nr 434
- "W siodle" w Kobylej Górze, przy drodze wojewódzkiej nr 449

## Inne obiekty
Obiekt według projektu typowego został zrealizowany również jako dom mieszkalny w Pawłowie (powiat gnieźnieński). Poza Wielkopolską znajduje się „Gościniec Staropolski”, zbudowany również według tego projektu, przy drodze krajowej nr 11 w pobliżu Kluczborka, w obecnym województwie opolskim.

## Gościniec w filmie
Gościniec "U Michała" przy drodze krajowej nr 32, występuje jako "Zajazd w Świebodzinie" w 12 odcinku pt. Obywatel Monte Christo polskiego serialu telewizyjnego z 1986 w reżyserii Stanisława Barei Zmiennicy (postój w trakcie przejazdu z Warszawy do Świecka). Sceny wewnątrz kręcone już były w Warszawie w restauracji TVP przy ul. Jana Pawła Woronicza.